# Saga d'Eric el Roig
La saga d'Eric el Roig (en islandès: Eiríks saga rauða) és una saga que narra la colonització nòrdica de Nord-amèrica. A la saga s'hi relaten els fets que van portar Eric el Roig a Groenlàndia després de ser desterrat, i també la casual descoberta de Vinlàndia de Leif Eriksson. Pels detalls geogràfics que s'hi troben, es creu que aquest lloc és l'actual illa de Terranova, i va ser possiblement el primer descobriment europeu del continent americà, uns cinc segles abans del viatge de Cristòfor Colom.
La saga està preservada en dos manuscrits en versions lleugerament diferents, l'Hauksbók (segle XIV) i el Skálholtsbók (segle xv). Els filòlegs moderns consideren el Skálholtsbók com el més veritable i similar a l'original. Es creu que la saga original va ser escrita en el segle xiii.

## Argument
En essència, la Saga d'Eric el Roig explica els mateixos esdeveniments que la Saga dels groenlandesos. Els vikings d'origen noruec, entre ells Eric el Roig, parteixen d'Islàndia i descobreixen Groenlàndia, que colonitzen. Més tard, Leif Eriksson continua l'exploració més a l'oest i s'instal·la a la terra anomenada Vinland (Terra del Vi), però els atacs dels pobles indígenes. entre d'altres dificultats, els obligen a retirar-se al cap d'uns anys.

## Context històric
Quan es va descobrir durant la segona meitat del segle ix, Islàndia va ser colonitzada ràpidament i principalment per noruecs. En gairebé seixanta anys, de 870 a 930, s'hi van ocupar totes les terres aptes per al cultiu o la pastura. Durant aquest període, Noruega era encara pagana. A finals del segle x, els colons escandinaus van anar més enllà en l'Atlàntic Nord. Segons les fonts islandeses, els primers pobladors d'Islàndia van arribar a Groenlàndia cap al 980.
La conversió d'Islàndia al cristianisme és notable en la seva forma. L'any 1000 l'Althing va acceptar voluntària, pacífica i formalment el cristianisme com a fe.

La particularitat d'Islàndia és la gran cooperació entre l'Església i els líders seculars. Les famílies d'aquests últims van dominar les institucions clericals i, per tant, també la producció literària. Tot i que eren els líders de l'Església a l'illa, també es consideraven guardians de la tradició oral precristiana. Així, l'eleboració de la saga va ser promoguda per la classe dirigent islandesa. L'Església era bastant feble a Islàndia i els fills de l'elit que havien pogut aprendre a llegir i escriure la seva pròpia llengua van permetre que aquesta literatura popular arribés a produir alguns escriptors llatins com el danès Saxo Grammaticus.

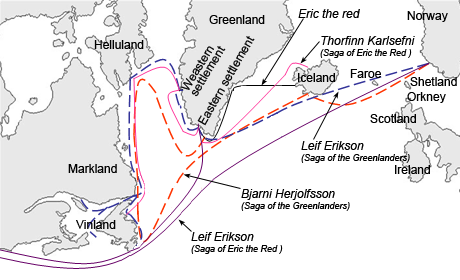
Tres rutes diferents de navegació a Groenlàndia, Vinlàndia (Terranova), Helluland (Illa de Baffin) i Markland (Labrador), recorregudes per diferents personatges en les sagues islandeses

Islàndia va formar part del regne noruec en el moment en què s'hi van escriure la majoria de les sagues islandeses.
La Saga d'Eric el Roig forma part de les Sagues de Vinlàndia (que inclou tant la Saga d'Eric el Roig com la Saga dels groenlandesos). Aquestes sagues es poden incloure en el corpus més ampli anomenat Saga islandesa que tracta d'individus il·lustres de la societat islandesa que van viure entre els anys 850 i 1050. Les sagues estan escrites en prosa i en llengua vernacla. Es basen en part en la tradició oral. Aquests textos van captivar els lectors moderns per la seva descripció de la societat nòrdica pagana, però també perquè aquests retrats provenien d'una cultura arrelada a les tradicions escolàstiques i cristianes.
El període de producció de les sagues és bastant extens, va des del començament del segle xii fins a mitjans del segle xiv. Alguns daten la redacció de la Saga d'Eric el Roig cap a mitjans del segle xiii. No coneixem la identitat de l'autor. No obstant això, pels detalls sobre els quals s'atura, es pot sospitar que l'autor va ser un clergue.

## Textos anteriors i valor històric de la saga
Durant molt de temps es va creure que la Saga d'Eric el Roig va ser el text més antic de Vinlàndia, però probablement no sigui el cas.
Regis Boyer considera molts documents anteriors a aquesta saga relaten esdeveniments relacionats Vinlàndia i Groenlàndia, incloent-hi les següents obres: Gesta Hammaburgensis d'Adam de Bremen, que data dels volts de 1070, la Historia Norwegiae (d'autor anònim), que data de finals del segle xii, el Llibre dels islandesos d'Ari Thorgilsson, dels volts de 1120, i, finalment, el Llibre de la colonització d'Islàndia de Sturla Þórðarson.
L'autor d'aquesta saga hauria fer, doncs, una obra de segona mà i que hauria "aplicat una fusió de diferents tipus de textos en un tot acceptable per treure'n una sola obra". L'obra d'un clergue que li hagués agradat fer una obra literària, no és necessàriament una font històrica fiable.
Per contra, aquesta saga és l'únic text d'Islàndia a descriure detalladament una völva (profetessa pagana) i com es lliura al sejdr.

## Paral·lelismes amb laSaga dels groenlandesos
Hi ha nombrosos paral·lelismes amb la Saga dels groenlandesos, incloent-hi personatges recurrents i relats on hi surten les mateixes expedicions, tot i que amb algunes diferències notables. La saga d'Eric el Roig presenta una sèrie d'expedicions que a la saga de Groenlàndia apareixen com una sola dirigida per Thorfinnr Karlsefni i la seva esposa Guðríðr. Una altra diferència notable és la ubicació dels seus assentaments. A la saga de Groenlàndia, Karlsefni i els altres s'instal·len en un sol lloc que anomenen Vinland, mentre que a la Saga d'Eric el Roig hi creen dos assentaments: Straumfjǫrðr, on passen l'hivern i la primavera següent, i Hop, on més tard van tenir problemes amb els nadius, com es mostra també a la Saga dels groenlandesos. Més enllà d'això, les històries són en gran part similars, ambdues amb relats contundents de les gestes de Thorfinnr Karlsefni i la seva esposa Guðríðr.

## Religió a la Saga
Els esdeveniments que es relaten a la Saga d'Eric el Roig es produeixen a la fi del segle x, moment en què el cristianisme havia penetrat en el món nòrdic. A la saga apareixen, doncs, alguns aspectes que mostren la religiositat d'aquest cristianisme primerenc de Noruega, Islandia i Greonlàndia. Un exemple apareix quan s'explica el període de fam que van passar a Groenlàndia després de la migració de Thorbjorn i Guðríðr. Un grup que s'allotja a la propietat de Thorkel convoca un vident amb el nom de Thorbjorg perquè els alleugi els mals. Thorbjorg porta una cadena de comptes al coll, un símbol relacionat amb la deessa Freia. Sobre el cap porta una caputxa folrada de pell de gat i, a les mans, també hi porta guants de pell de gat, ja que la tradició deia que el carro de Freia, deessa associada amb la fertilitat, estava tirat pels gats. Els colons esperaven que apel·lar a la deessa de la fertilitat els alliberés de la fam. Guðríðr va aprendre a fer anar les runes màgiques de la seva mare adoptiva pagana, però es mostra reticent a ajudar la vident amb el ritual perquè ella és cristiana. Guðríðr canta el cant per la vident, alleujant la fam i reafirmant la persistència de la creença en els déus pagans.